# Nawuri (Volk)
Die Nawuri sind ein Volk in Ghana mit ca. 14.000 Mitgliedern. Ihre Sprache ist das gleichnamige Nawuri aus der Gruppe der Kwa-Sprachen, das dem Gonja ähnlich ist. Die Nawuri leben nördlich des Volta-Stausees, an der Westseite der Mündung des Flusses Oti nordöstlich der Stadt Banda im Distrikt East Gonja.
Im Jahr 1991 brach zwischen den Nawuri und dem Volk der Gonja ein blutiger Konflikt aus, dem nach einigen Quellenangaben 78 Menschen zum Opfer fielen. Die Nawuri sehen sich nach einigen Quellenangaben trotz der kulturellen und sprachlichen Nähe zu den Gonja als vollständig eigenständiges Volk an. Nach gleicher Quelle sehen die Gonja die Nawuri als Teil ihrer ehemaligen Invasionsarmee.